# Ames Research Center
Ames Research Center (zkr. ARC) je vědecké výzkumné středisko amerického Národního ústavu pro letectví a vesmír NASA. Nachází se v Moffett Field (Kalifornie) v USA. Středisko Ames Research Center (ARC) bylo založeno 20. prosince 1939 jakožto druhá laboratoř Federálního úřadu pro letectví National Advisory Committee for Aeronautics (NACA). Federální úřad pro letectví NACA přešel v roce 1958 do správy nově vytvořeného úřadu NASA. Středisko je pojmenováno podle Josepha Amese, zakladujícího člena a dlouholetého předsedy Federálního úřadu pro letectví NACA.